# Sennius leptophyllicola
Sennius leptophyllicola là một loài bọ cánh cứng trong họ Bruchidae. Loài này được Reibero-Costa & Souza miêu tả khoa học năm 2002.